# Bonobo
Bonobo[uttal saknas] (Pan paniscus), även kallad dvärgschimpans, är tillsammans med den vanliga schimpansen de nu levande människoapor som genetiskt är närmast besläktade med människan. Bonobons närmaste släkting är dock schimpansen.
Bonobon upptäckes först 1929. Trivialnamnet kommer troligen från en skämtsam felskrivning av Bolobo, en stad vid Kongofloden. På grund av områdets svårtillgänglighet dröjde det till 1970-talet innan bonobon började studeras på plats. På 1990-talet stod det klart att mycket i dess ekologi skiljer sig från den vanliga schimpansens.

## Utseende
Bonobon är lika lång som schimpansen varför det svenska trivialnamnet dvärgschimpans är missvisande. Namnet fick den eftersom den är smalare än den vanliga schimpansen. Bonobon har en kroppslängd (huvud och bål) av 73 till 83 cm och en vikt på 40 till 45 kg, och hanarna är något större än honorna. Honan blir 70 till 76 cm lång och väger ungefär 30 kg. Den saknar svans som alla hominider. Pälsen är svartaktig och kan bli gråaktig hos äldre individer. En signifikant skillnad, i jämförelse med schimpansen är det svarta ansiktet. Hannar är anmärkningsvärt tyngre än honor. Däremot saknas tydliga skillnader mellan könen angående tändernas och skelettets storlek.  Kännetecken som egentligen är typiska för ungdjur förekommer hos arten även hos de fullt utvecklade individerna, till exempel ett smalt kranium och avsaknaden av ett mörkare läte.

## Utbredning
Bonobon lever i Cuvette Centraleregionen i Kongo-Kinshasa, en region som avgränsas av floderna Kasaï och Sankuru i söder, Lomami i öster samt Kongofloden i norr och väst. I området finns de enda bonoboerna i världen. Största delen av utbredningsområdet ligger 300 till 700 meter över havet.

## Ekologi

### Habitat
Arten lever i fuktiga, eller halvtorra skogar samt i savanner med trädgrupper. Några områden där den lever är skogar och gräsmarker som periodvis översvämmas och liknar träskmarker. Individerna vistas på marken och klättrar i växtligheten. Födan hittas vanligen i träd eller buskar.

### Socialt liv
Bonobon lever i grupper med upp till 150 individer. Under vandringar och vid födosöket delas gruppen vanligen i mindre flockar. Honorna har det dominerande inflytandet över gruppen, något de bland annat drar nytta av när mat ska fördelas. När bonobon går med fyra fötter på marken sätter den framkroppens vikt på knoglederna. Arten bygger en sovplats av grenar, kvistar och löv. Detta näste ligger vanligen 5 till 50 meter över marken. I genomsnitt behövs bara fyra minuter för nästbygget. Enklare bon förekommer för korta vilopauser under dagen.
Flocken är aktiv på dagen och den mesta tiden används för att leta efter föda. Ibland utför flocken ett slags ceremoniellt lek där medlemmarna drar rytmisk i grenar. Flockens revir är 22 till 58 km² stort och lite mer än hälften kan överlappa med territoriet av grannflocken.

### Föda
Bonobon äter huvudsakligen frukter. Dessutom ingår andra växtdelar som blad, frön, blommor och trädmärg i födan. Födan kompletteras med olika ryggradslösa djur som termiter eller insektslarver och med mindre ryggradsdjur, upp till dykarantilopernas storlek. Arten äter även örter och gräs samt andra låga växter som täcker marken vid brist på andra födokällor. Fram till året 2002 registrerades inga bonoboer som använde verktyg.

### Fortplantning och sexualitet

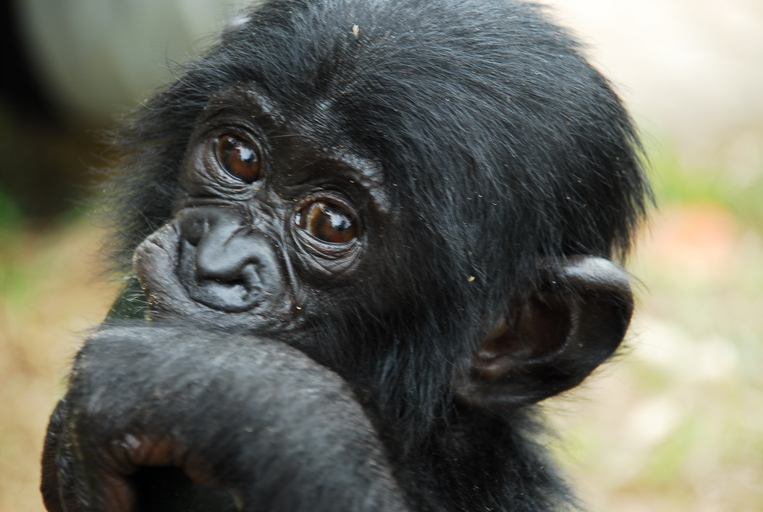
Bonobounge

Hos bonoboerna föder honorna en unge ungefär vart femte år. Ungen utvecklas i långsam takt och börjar inte leka med andra ungar förrän vid ett och ett halvt års ålder. En ung hona blir könsmogen när hon är ungefär 9 till 12 år, och hon ger sig då ut på vandring för att hitta en ny grupp som hon kan leva med. För hannarna infaller könsmognaden vid en ålder av 8 till 9 år. Brunstiga honor utvecklar en rödaktig svullnad vid könsdelarna och det finns ingen särskild årstid för brunsten.
Bonoboerna har ett mycket aktivt sexliv och dessa kombinationer av parter förekommer: hona med hanne, hona med hona och hanne med hanne. Täta aktioner mellan hannar, inklusive ömsesidig pälsvård, är däremot sällsynta. Onani förekommer även, både bland de tre kombinationerna och ensamt. Sexualiteten används både för att stärka de sociala banden och för att lösa konflikter. Endast en liten del av de sexuella kontakterna handlar om fortplantning, medan tre fjärdedelar sker på ett sätt som inte skulle leda till fortplantning. Till skillnad från schimpansen har honorna genitalierna placerade längre fram, och det är därför möjligt för bonobon att fortplanta sig ansikte mot ansikte med sin partner.
I och med att honorna emigrerar till andra grupper när de blir könsmogna, medan hanarna stannar kvar, undviks inavel. Det ymniga sexlivet och frånvaron av stadiga förhållanden innebär också att det är teoretiskt omöjligt för en hanne att veta vem som eventuellt är hans avkomma. Därmed blir infanticid, som förekommer hos schimpanser, evolutionärt kontraproduktivt eftersom en hanne skulle kunna döda sin egen avkomma. Fenomenet förekommer inte hos bonobon.
Efter dräktigheten som varar i cirka åtta månader föds en unge som har en liten vit tofs vid stjärten. Beroende på utbredning ligger fyra till åtta år mellan två födslar.

### Språkförståelse
Under ett forskningsprojekt vid Georgia State University lärde bonobon Kanzi sig ett språk. Med hjälp av ett tangentbord med symboler kunde Kanzi och forskarna kommunicera med varandra. Kanzi lärde sig också att förstå när forskarna talade engelska med honom. Kanzis språkförståelse uppskattades vara i nivå med en två- eller treårig människas.

## Jämförelse bonobo – schimpans
Bonobon och schimpansen hade en gemensam förfader för cirka 1—2 miljoner år sedan (enligt en studie 1,3 miljoner år sedan). Troligen har bonobon knappast ändrat sig alls under denna tid utan stannat kvar i Afrikas regnskog utan att förändra sitt levnadssätt. Trots de yttre likheterna skiljer sig bonobon på flera sätt från schimpansen:
- Bonoboerna sover tillsammans medan schimpansen helst försöker hitta en egen sovplats.[källa behövs]
- Vid fara flyr bonoboerna åt samma håll, en grupp schimpanser försvinner i olika riktningar.[källa behövs]
- Bland schimpanserna händer det att om en hanne lyckas ta makten över en grupp så kommer han att döda ungarna i gruppen, infanticid. Detta beteende har aldrig observerats hos bonoboerna. Ibland stjäls en unge av en hona från en annan hona, vilket kan resultera i ungens död.[7]
- Hannarna i bonoboernas flockar är närmare släkt med varandra än honorna. Trots det skapar de sällan djupare sociala band. Hos schimpanser är beteendet tvärtom.[4]
- Bonoboer är gruppöverskridande till skillnad från schimpanser.[källa behövs]
- De aggressiva hanarna, de underkuvade honorna och krigstågen mot andra grupper som finns hos schimpanserna återfinns inte alls hos bonoboerna.[källa behövs]

## Hot och status
Det totala antalet individer har uppskattats till 29 000 (1997) eller 50 000 (2001), men även lägre siffror har förekommit. Bonobon jagas i stora delar av utbredningsområdet för köttets skull. I mindre områden finns ett tabu mot jakten. Det förekommer även illegal jakt i regioner som är lagligt skyddade, till exempel i Salonga nationalpark. Individer av arten fångas dessutom för att hållas som sällskapsdjur eller för användning som försöksdjur. I utbredningsområdet pågår krigshandlingar mellan olika folkgrupper där bonobon kan hamna i skottlinjen. Skogsavverkningar för att etablera jordbruksmark och svedjebruk utgör ytterligare hot mot arten.
IUCN uppskattar att hela populationen kommer att ha halverats mellan åren 1970 och 2045 (tre generationer) och listar arten som starkt hotad (EN).